# Sfäriska formlerna för halva vinkeln och halva sidan

Figur 1.

De sfäriska formlerna för halva vinkeln och halva sidan är en uppsättning formler inom sfärisk trigonometri. För en sfärisk triangel {\displaystyle \triangle ABC} på en enhetssfär enligt figur 1 gäller:
{\displaystyle {\begin{aligned}&{\mbox{De sfäriska formlerna för halva vinkeln}}&\,\,&{\mbox{De sfäriska formlerna för halva sidan}}\\[2ex]&\sin {\textstyle {\frac {1}{2}}}\alpha ={\sqrt {\frac {\sin(s{-}b)\sin(s{-}c)}{\sin b\sin c}}}&\qquad &\sin {\textstyle {\frac {1}{2}}}a={\sqrt {\frac {-\cos S\cos(S{-}\alpha )}{\sin \beta \sin \gamma }}}\\[2ex]&\cos {\textstyle {\frac {1}{2}}}\alpha ={\sqrt {\frac {\sin s\sin(s{-}a)}{\sin b\sin c}}}&\qquad &\cos {\textstyle {\frac {1}{2}}}a={\sqrt {\frac {\cos(S{-}\beta )\cos(S{-}\gamma )}{\sin \beta \sin \gamma }}}\\[2ex]&\tan {\textstyle {\frac {1}{2}}}\alpha ={\sqrt {\frac {\sin(s{-}b)\sin(s{-}c)}{\sin s\sin(s{-}a)}}}&\qquad &\tan {\textstyle {\frac {1}{2}}}a={\sqrt {\frac {-\cos S\cos(S{-}\alpha )}{\cos(S{-}\beta )\cos(S{-}\gamma )}}}\end{aligned}}}
där {\displaystyle s={\frac {a+b+c}{2}}} och {\displaystyle S={\frac {\alpha +\beta +\gamma }{2}}}.
Motsvarande gäller för {\displaystyle b} och {\displaystyle c} respektive {\displaystyle \beta } och {\displaystyle \gamma }.
Formlerna används för att beräkna hörnvinklarna i sfäriska trianglar om de tre sidorna är kända, respektive sidorna om hörnvinklarna är kända.

## Härledning
Från den sfäriska cosinussatsen har vi:
{\displaystyle \cos \alpha ={\frac {\cos a-\cos b\cos c}{\sin b\sin c}}}
Vi har också från den plana trigonometrin att:
{\displaystyle \sin ^{2}{\frac {\alpha }{2}}={\frac {1-\cos \alpha }{2}}}
Sålunda:
{\displaystyle {\begin{aligned}2\sin ^{2}{\frac {\alpha }{2}}&=1-{\frac {\cos a-\cos b\cos c}{\sin b\sin c}}=\\&={\frac {\sin b\sin c+\cos b\cos c-\cos a}{\sin b\sin c}}=\\&={\frac {\cos(b-c)-\cos a}{\sin b\sin c}}\qquad (1)\end{aligned}}}
där vi i sista steget utnyttjat {\displaystyle \cos(x-y)=\cos x\cos y+\sin x\sin y} från den plana trigonometrin.
Från den plana trigonometrin har vi också att {\displaystyle \cos x-\cos y=-2\sin {\frac {x+y}{2}}\sin {\frac {x-y}{2}}} vilket med {\displaystyle x=b-c} och {\displaystyle y=a} samt den halva "perimetern" {\displaystyle s={\frac {a+b+c}{2}}} ger oss:
{\displaystyle {\begin{aligned}\cos(b-c)-\cos a&=-2\sin {\frac {b-c+a}{2}}\sin {\frac {b-c-a}{2}}=\\&=-2\sin(s{-}c)\sin(b-s)=\\&=2\sin(s{-}c)\sin(s-b)\qquad (2)\end{aligned}}}
Insättning av (2) i (1) ger oss sinusformeln för halva vinkeln:
{\displaystyle 2\sin ^{2}{\frac {\alpha }{2}}={\frac {2\sin(s{-}c)\sin(s{-}b)}{\sin b\sin c}}\Leftrightarrow }
{\displaystyle \sin {\textstyle {\frac {1}{2}}}\alpha ={\sqrt {\frac {\sin(s{-}b)\sin(s{-}c)}{\sin b\sin c}}}}
Cosinusformeln för halva vinkeln härleds analogt, men utnyttjar att {\displaystyle \cos ^{2}{\frac {\alpha }{2}}={\frac {1+\cos \alpha }{2}}}, vilket ger {\displaystyle \cos(b+c)-\cos a=-2\sin {\frac {a+b+c}{2}}\sin {\frac {a-b-c}{2}}=2\sin(s)\sin(s-a)}
Tangensformeln för halva vinkeln fås genom att dividera formeln för sinus med formeln för cosinus.
Formlerna för halva sidan visas analogt, men med utgångspunkt i den duala cosinussatsen i stället för den sfäriska cosinussatsen, sålunda:
{\displaystyle \cos c={\frac {\cos \gamma +\cos \alpha \cos \beta }{\sin \alpha \sin \beta }}}
De kan även visas ur formlerna för halva vinkeln med hjälp av polära dualitetssatsen (som ju används för att härleda den duala cosinussatsen från den sfäriska cosinussatsen, så det blir ju "samma härledning, men i olika ordning"), som säger att för den polära triangeln {\displaystyle \triangle A'B'C'} till {\displaystyle \triangle ABC} gäller att:
{\displaystyle {\begin{alignedat}{3}\alpha '&=\pi -a,&\qquad \beta '&=\pi -b,&\qquad \gamma '&=\pi -c,\\a'&=\pi -\alpha ,&b'&=\pi -\beta ,&c'&=\pi -\gamma \end{alignedat}}}